# Asesinato de Ján Kuciak
Ján Kuciak (17 de mayo de 1990-21 de febrero de 2018) fue un periodista de investigación eslovaco. Kuciak trabajó como reportero para el sitio web de noticias Aktuality.sk, centrado principalmente en la investigación del fraude fiscal de varios empresarios con conexiones con políticos eslovacos de alto nivel. Él y su prometida, Martina Kušnírová, fueron asesinados a tiros en febrero de 2018 en su casa en Veľká Mača, distrito de Galanta, Eslovaquia.
Kuciak fue el primer periodista asesinado en Eslovaquia desde la independencia del país. Los asesinatos causaron conmoción e incredulidad en todo el país, provocando protestas populares masivas y una crisis política, con el gobierno del primer ministro Robert Fico de un lado, y el presidente Andrej Kiska y los partidos de la oposición del otro. La crisis culminó el 15 de marzo con la dimisión del primer ministro Fico y de todo su gabinete.
En septiembre de 2018, la policía eslovaca declaró que Kuciak fue asesinado a causa de su trabajo de investigación, y que el asesinato había sido ordenado. Arrestaron a ocho sospechosos, acusando a tres de ellos de asesinato en primer grado.

## Contexto
Ján Kuciak nació el 17 de mayo de 1990 en la localidad de Štiavnik, en el distrito de Bytča. Estudió y se graduó en periodismo en la Universidad Constantino el Filósofo en Nitra, donde continuó sus estudios como estudiante de postgrado en el campo de los medios de comunicación masiva. Mientras trabajaba en su doctorado, también ocupó un puesto de profesor en la misma facultad.
Más tarde comenzó a trabajar para el periódico Hospodárske noviny, antes de ocupar un puesto en la redacción de Aktuality.sk, principalmente como periodista de investigación. Se centró en particular en la evasión fiscal, incluidos los casos relacionados con el partido gobernante Dirección-Socialdemocracia, encabezado por el primer ministro Robert Fico. Anteriormente había escrito sobre empresas de propiedad poco clara, así como sobre la sospecha de malversación sistémica de fondos de la Unión Europea.
En el último artículo publicado antes de su muerte, el 9 de febrero de 2018, escribió sobre el empresario Marián Kočner, que se dio a conocer por primera vez en Eslovaquia en 1998 debido a su intento infructuoso de apoderarse de la cadena privada de noticias de televisión Markíza con la ayuda del Servicio de Inteligencia del Estado (SIS). Kuciak había detallado previamente en sus artículos cómo Kočner estaba involucrado en un elaborado esquema de fraude fiscal del IVA. Según la investigación de Kuciak, Kočner se compraba y vendía apartamentos de lujo a sí mismo, a veces a una tasa simbólica de un euro, defraudando al estado ingresos fiscales sustanciales. Kočner supuestamente comenzó a amenazar a Kuciak y a su familia. Este presentó una denuncia penal contra Kočner en septiembre de 2017, pero según Kuciak, ningún agente de policía fue asignado al caso en 44 días desde que se presentó la denuncia.

## Asesinato
En el momento de su muerte, Kuciak tenía 27 años. Vivía en el pueblo de Veľká Mača, a unos 65 km al este de Bratislava. En la mañana del 26 de febrero, miembros de la familia llamaron a la policía después de que la pareja no respondiera a las llamadas telefónicas durante más de cuatro días. La prometida de Kuciak, Martina Kušnírová, solía hablar con su madre a diario. Su madre declaró que la última vez que habló con su hija fue en la tarde del 21 de febrero. Cuando ella trató de contactarla de nuevo esa noche, no hubo respuesta. La familia declaró que el teléfono móvil de Kušnírová pareció apagarse tres días después, probablemente debido a una batería agotada.
La policía que entró en la casa encontró a Kuciak y a Kušnírová muertos a tiros. A Kuciak le habían disparado dos veces en el pecho, mientras que a Kušnírová le habían disparado una vez en la cabeza. A ambos les dispararon a quemarropa con una pistola de calibre 9 mm. No había pruebas de lucha y no parecía que se hubiera robado nada. La policía encontró dos cartuchos vacíos en la escena del crimen, así como varias balas sin usar. Inicialmente se creía que los asesinatos se habían cometido entre el 22 y el 25 de febrero, pero posteriormente se sospechó que se habían producido en la noche del 21 de febrero.

## Reacciones

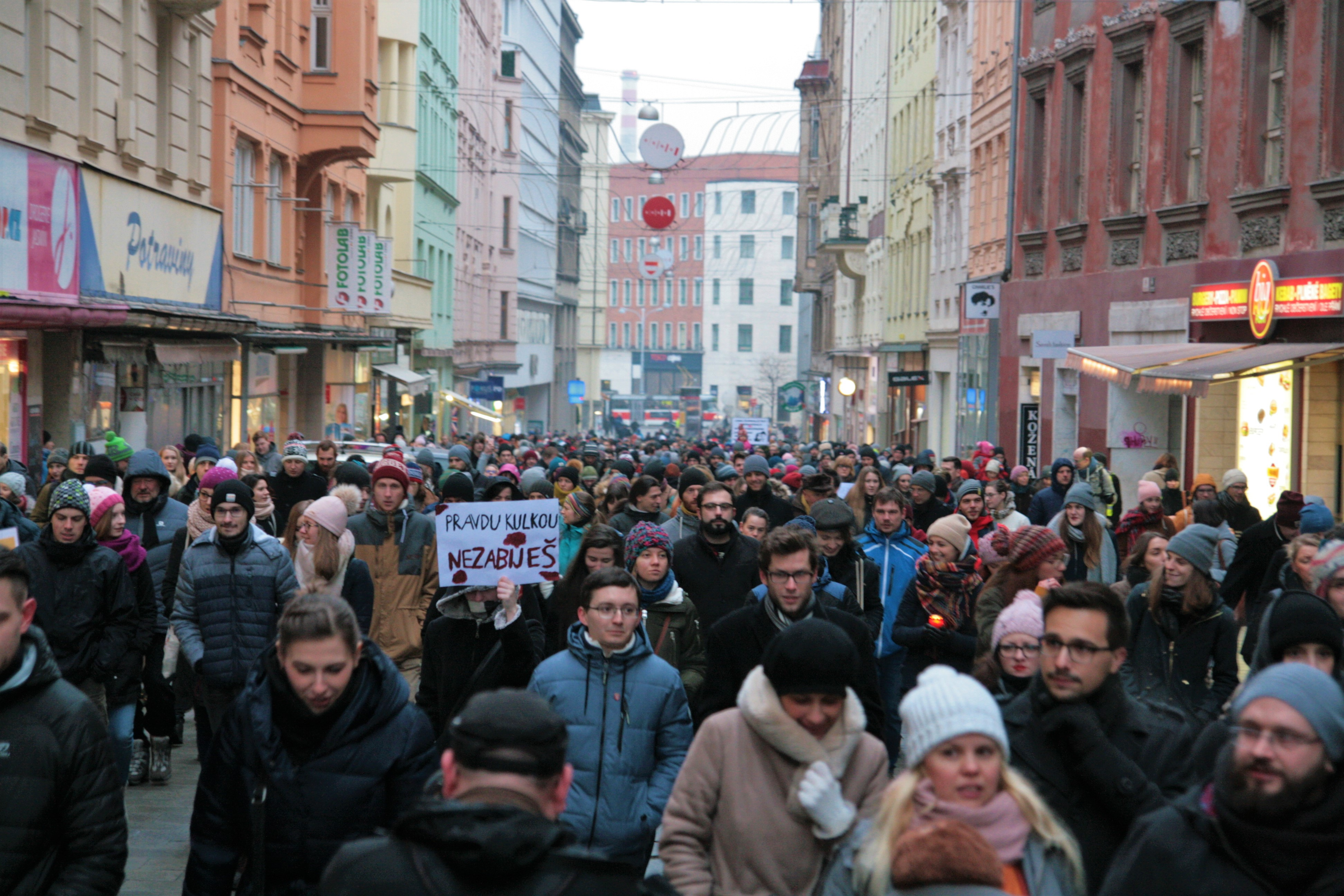
Manifestación por Ján y Martina en Brno

Los asesinatos causaron conmoción en toda Eslovaquia. Al día siguiente de la noticia, se celebraron reuniones en todo el país para rendirles homenaje. Se encendieron velas en la plaza del Levantamiento Nacional Eslovaco en Bratislava y frente a la redacción de Aktuality.sk, donde Kuciak trabajaba. También se organizaron reuniones similares en las ciudades checas de Praga y Brno. El presidente Andrej Kiska declaró que estaba «conmocionado y horrorizado de que algo así ocurriera en Eslovaquia». El presidente del Parlamento Europeo, Antonio Tajani, hizo un llamamiento a Eslovaquia para que iniciáse una investigación exhaustiva, ofreciendo apoyo internacional si fuera necesario, y añadió que «el Parlamento Europeo no descansará hasta que se haga justicia». Ringier Axel Springer, la empresa matriz de Aktuality.sk, calificó los asesinatos de «crueles asesinatos», prometiendo redoblar sus esfuerzos periodísticos.

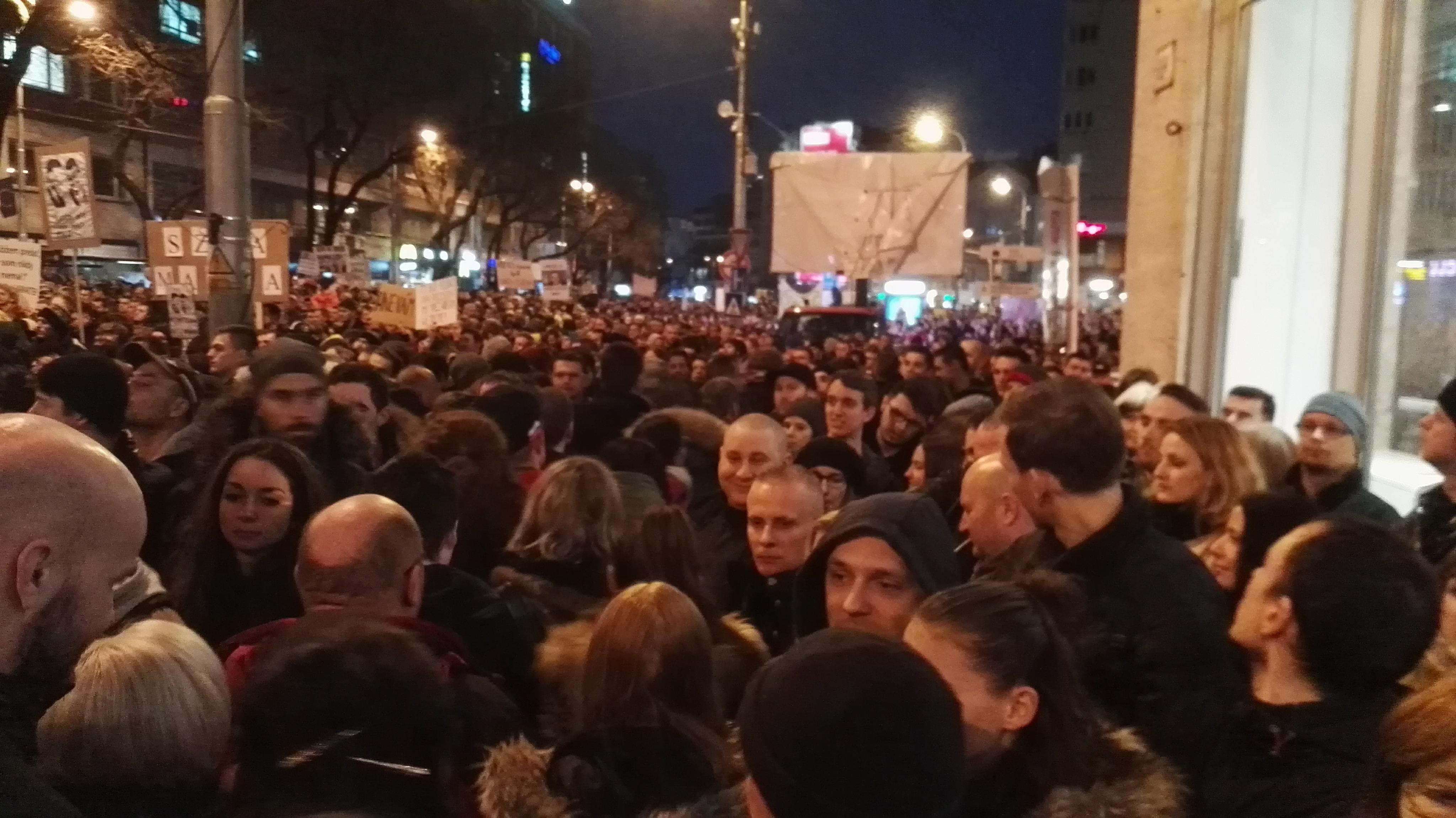
Protesta en Bratislava el 16 de marzo de 2018

El viernes 2 de marzo, unas 25 000 personas protestaron en Bratislava contra los asesinatos. El 9 de marzo se celebraron protestas en 48 pueblos y ciudades de Eslovaquia, así como en otras 17 ciudades de todo el mundo. Solo en Bratislava, unas 60 000 personas realizaron una marcha de protesta, la mayor participación de todas desde la Revolución de Terciopelo de 1989. Las protestas fueron apoyadas por varias universidades de Eslovaquia y la República Checa, profesores, asociaciones de escuelas, artistas y organizaciones no gubernamentales. 21 universidades cancelaron las clases vespertinas para que los estudiantes y los empleados pudieran asistir a las protestas.
Dos días después de la dimisión del primer ministro Fico, se celebró una manifestación aún mayor en Bratislava con la participación de más de 65 000 personas bajo lemas como Basta de Smer y Elecciones anticipadas. El expresidente del Parlamento y excandidato a la presidencia František Mikloško pronunció un discurso durante la protesta diciendo que «la revolución iniciada por los padres tiene que ser acabada por sus hijos». Sostuvo que solo en dos ocasiones en la historia de la Checoslovaquia de la posguerra hubo protestas populares que lograron que el gobierno renunciara: en noviembre de 1989 y ahora, añadiendo que «cuando alguien intente abusar de su poder en el futuro, debería recordar marzo de 2018 y las protestas masivas». El discurso de Mikloško fue acompañado por el sonido de las llaves, que recuerda a la Revolución de Terciopelo de 1989.

## Investigación
En una rueda de prensa esa misma mañana, el presidente de la policía eslovaca, Tibor Gašpar, declaró que los asesinatos «probablemente tienen algo que ver con las actividades de investigación [de Kuciak]». El gobierno de Eslovaquia ofreció un millón de euros por información sobre los asesinos. El primer ministro Robert Fico hizo el anuncio durante una rueda de prensa con el ministro del Interior Robert Kaliňák y el presidente de la policía Tibor Gašpar. Durante la rueda de prensa, que los críticos calificaron de «surrealista» y «bizarra», exhibieron paquetes de billetes por valor de un millón de euros, que el Gobierno se comprometió a entregar a todo aquel que se presentara con información relevante que pudiera ayudar a explicar el asesinato. Además, el primer ministro Fico anunció la creación de un grupo de trabajo interinstitucional en el que participarían empleados de la Fiscalía General, la Fiscalía Especial, el Ministerio del Interior y el SIS para tratar de resolver el caso.
En el momento de su asesinato, Kuciak estaba trabajando en un informe sobre las conexiones eslovacas con el sindicato italiano del crimen organizado Ndrangheta. Anteriormente había informado sobre el fraude fiscal organizado en el que participaban empresarios cercanos al partido gobernante SD. El 28 de febrero, Aktuality.sk publicó la última historia inacabada de Kuciak. El artículo detalla las actividades de los empresarios italianos vinculados al crimen organizado que se han asentado en el este de Eslovaquia y que durante años han malversado fondos de la Unión Europea destinados al desarrollo de esta región relativamente pobre, así como sus conexiones con altos funcionarios del Estado, como Viliam Jasaň, diputado y secretario del Consejo de Seguridad del Estado de Eslovaquia, o Mária Trošková, una antigua modelo que se convirtió en consejera jefe del primer ministro Robert Fico. Tanto Jasaň como Trošková se ausentaron el mismo día, declarando que volverían a sus puestos una vez concluidas las investigaciones.

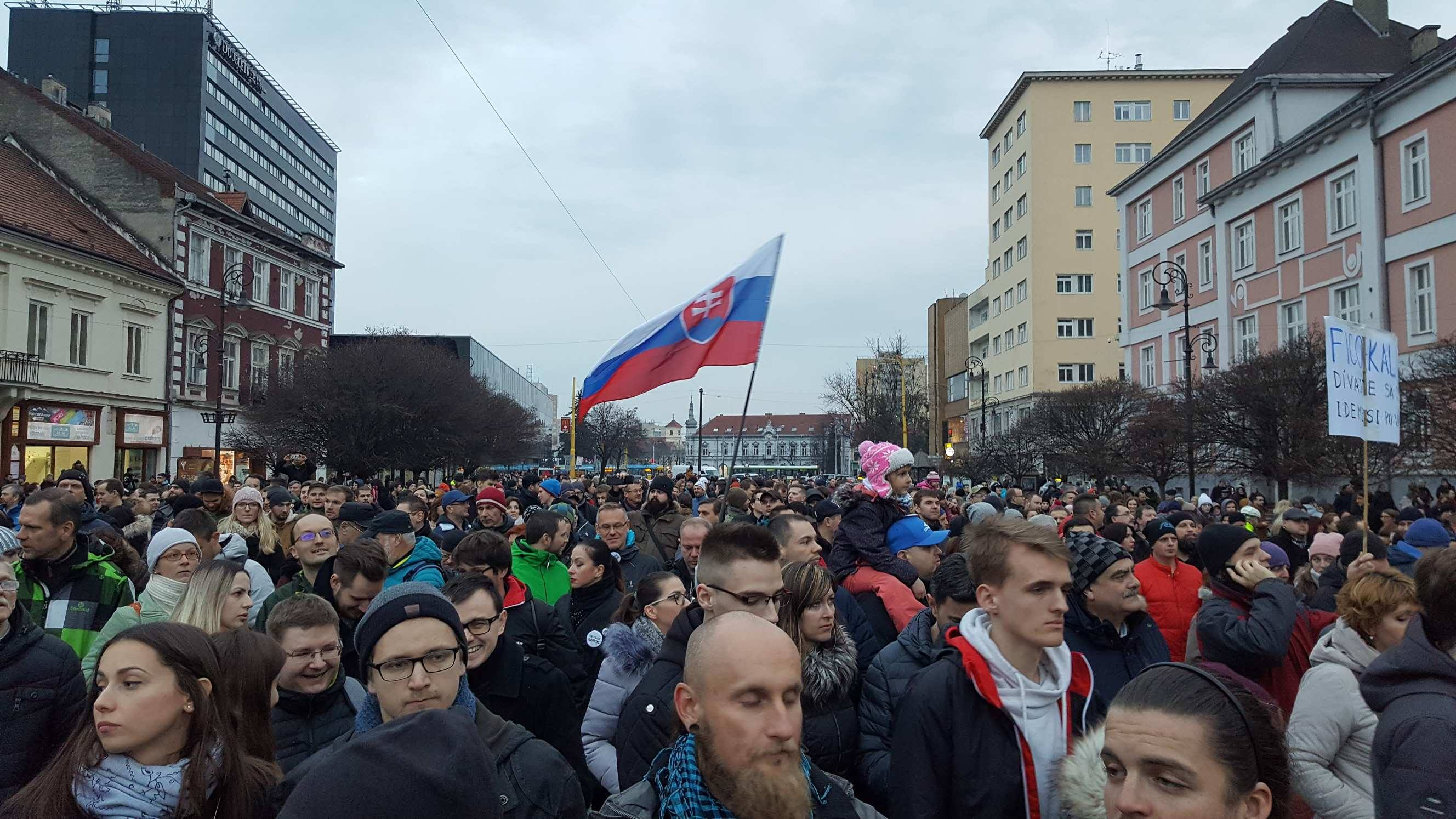
Protesta en Košice el 9 de marzo de 2018

El 1 de marzo, cuatro días después del descubrimiento de los asesinatos, unidades armadas de la Agencia Nacional del Crimen (NAKA) del Cuerpo de Policía Eslovaco allanaron varios lugares en el este de Eslovaquia, en las ciudades de Michalovce y Trebišov. Antonino Vadalà, un empresario italiano mencionado en el informe de Kuciak, fue detenido junto con sus dos hermanos Sebastiano y Bruno, así como su primo Pietro Caprotta y varios otros hombres de origen italiano. Todos los hombres detenidos fueron puestos en libertad después de 48 horas por falta de pruebas suficientes. El día de los arrestos, el fiscal general Jaromír Čižnár ordenó a la policía que no diera más información a la prensa o al público sobre la investigación. Vadala fue detenido de nuevo el 13 de marzo, esta vez debido a una orden internacional emitida por la policía italiana. Según la orden de detención, Vadala era sospechoso de tráfico de drogas, así como de blanqueo de dinero. Entre otros delitos, se dijo que tenía previsto importar grandes cantidades de cocaína de América del Sur. El 23 de abril, Eslovaquia aprobó la solicitud de extradición de Italia.
Como resultado de su investigación sobre el asesinato, la policía eslovaca declaró que Kuciak había sido asesinado por su trabajo como periodista de investigación, y que el asesinato había sido ordenado. A finales de septiembre de 2018, ocho sospechosos fueron detenidos, aunque la policía sugirió que la persona que había ordenado el asesinato no estaba entre ellos, y es desconocida. Tres de los detenidos fueron acusados posteriormente de asesinato en primer grado.

## Crisis política

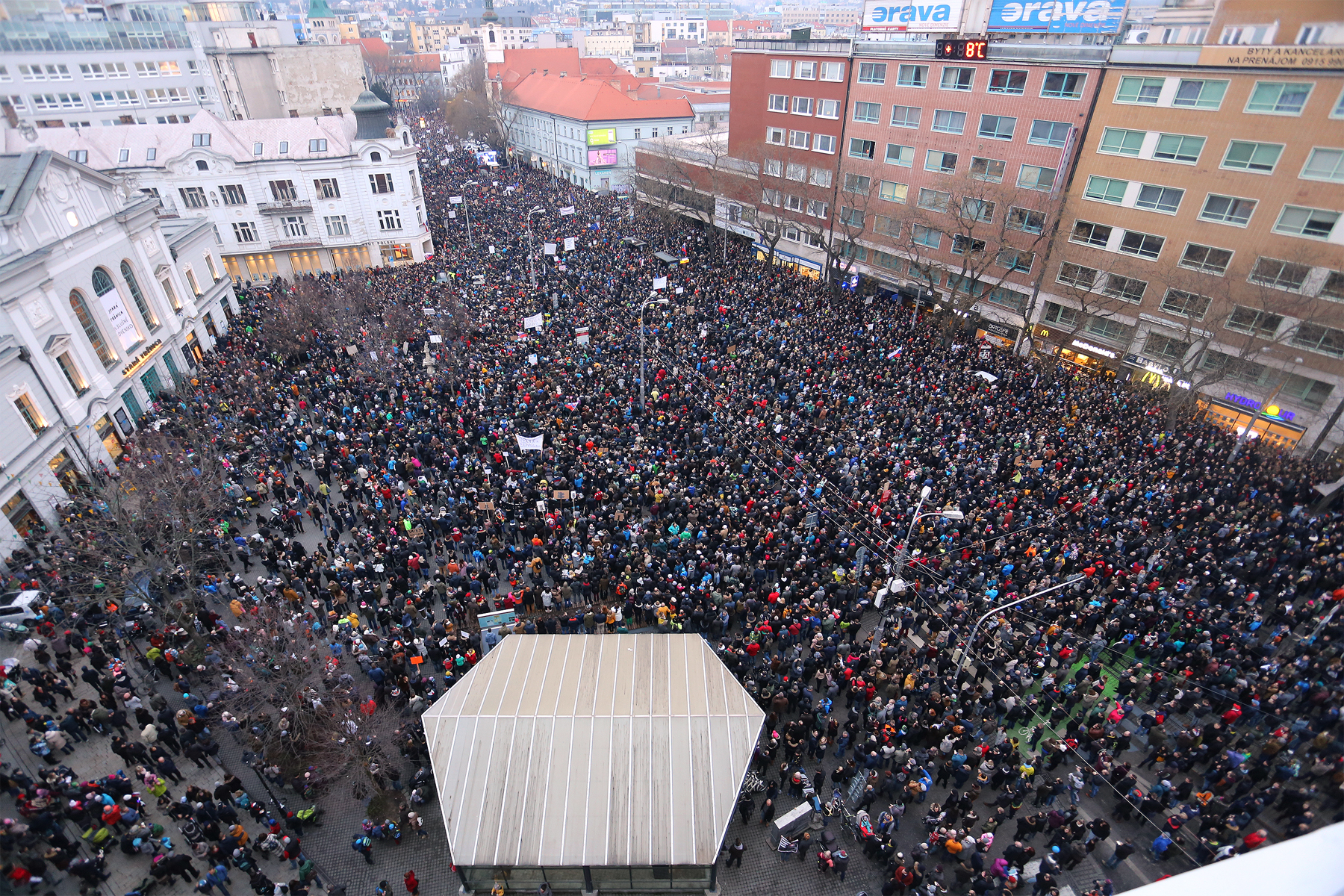
Protesta en Bratislava el 9 de marzo de 2018

El mismo día en que se anunció el asesinato, el primer ministro Fico hizo un llamamiento a la oposición política para que no «explotara» la situación. Mientras tanto, varios políticos de la oposición acusaron al partido gobernante SD de participación indirecta. La diputada Veronika Remišová, del partido de la oposición Ordinary People, comparó los asesinatos con el infame asesinato de Róbert Remiáš, un agente de policía que fue asesinado en 1996, en un acto que se cree que fue un asesinato por encargo de la mafia eslovaca por orden del primer ministro Vladimír Mečiar. El 27 de febrero, Libertad y Solidaridad y Ordinary People exigieron la dimisión del ministro del Interior Robert Kaliňák y del presidente de la policía Tibor Gašpar.
La crisis se agravó el 4 de marzo cuando el presidente Kiska emitió un programa en directo en la televisión estatal, advirtiendo al gobierno que no debía seguir polarizando el país. Hizo una llamada a una «remodelación radical del gabinete» o a una elección rápida. El discurso del presidente enfureció a Fico, quien acusó a Kiska de «unirse a la oposición». Además, acusó al presidente de conspirar con el multimillonario húngaro-estadounidense George Soros en la planificación de un golpe de Estado, basándose en el hecho de que el presidente Kiska se reunió con Soros en Nueva York en septiembre de 2017, aparentemente para discutir cuestiones relacionadas con la minoría romaní.
El 28 de febrero, dos días después de que se conociera la noticia de los asesinatos, el ministro de Cultura Marek Maďarič anunció su dimisión. Al anunciar su decisión a la prensa, Madaric declaró que «como ministro de Cultura, no puedo soportar el hecho de que un periodista haya sido asesinado durante mi mandato». Robert Kaliňák, ministro del Interior y vice primer ministro, dimitió el 12 de marzo de 2018 tras semanas de creciente presión. El partido Most–Híd, el socio menor de la coalición en el gobierno, había exigido la dimisión de Kalinak a cambio de un apoyo continuo al SD. Al día siguiente, Most–Híd se unió a las peticiones de elecciones rápidas, anunciando que abandonaría el gobierno si no llegaba a un acuerdo con sus dos socios de coalición, SD y el Partido Nacional Eslovaco (SNS). El presidente de Most–Híd, Béla Bugár, anunció la decisión tras una sesión de ocho horas del Consejo Republicano Most–Híd, el órgano de toma de decisiones del partido.
El 14 de marzo, tras una reunión con el presidente Kiska, el primer ministro Fico anunció que renunciaría como primer ministro para evitar elecciones anticipadas y «resolver la crisis política». Durante la reunión, Fico expuso una serie de condiciones específicas que debía cumplir el presidente para poder dimitir, entre ellas que se respetáse el resultado de las elecciones parlamentarias eslovacas de 2016, que la coalición gubernamental en el poder continuase y que el SD, como partido más grande del parlamento, nombráse al próximo primer ministro. Fico declaró que ya tenía en mente a un candidato, ampliamente difundido en los medios de comunicación eslovacos como el vice primer ministro Peter Pellegrini. El 15 de marzo, el presidente Kiska aceptó formalmente la dimisión de Fico y su gabinete, y encargó a Pellegrini la formación de un nuevo gobierno.